# Petri Keskitalo
Petri "Pete" Juhani Keskitalo (Raahe, 10 de março de 1967) é um atleta finlandês aposentado de decatlo.